# Palazzo Erizzo a San Martino

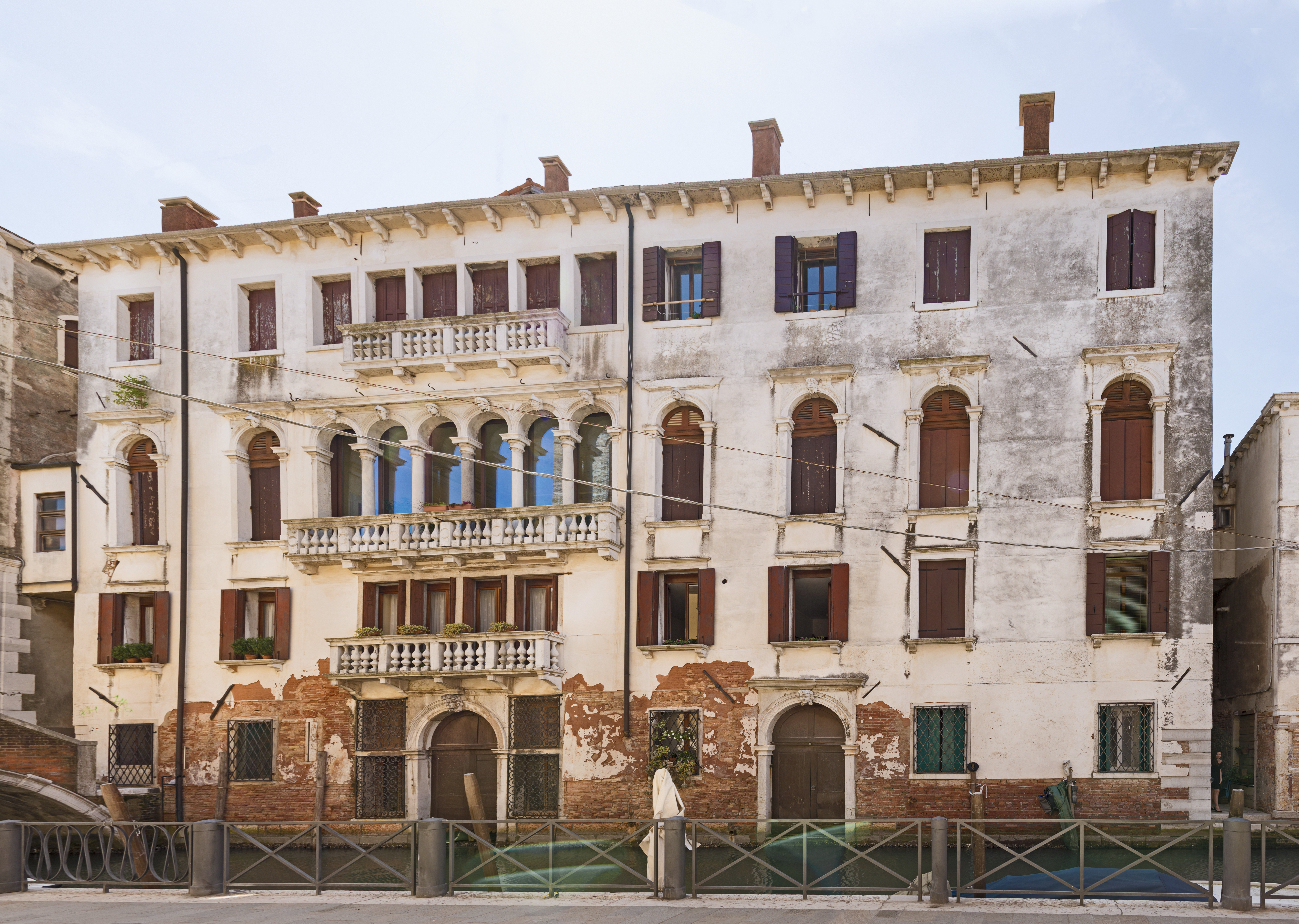
Palazzo Erizzo a San Martino

Palazzo Erizzo a San Martino ist ein Palast in Venedig in der italienischen Region Venetien. Er liegt im Sestiere Castello mit Blick auf den Rio della Ca’ di Dio, gegenüber der Kirche San Martino.

## Geschichte
Der Palast in Stil des 17. Jahrhunderts ist eine Rekonstruktion des vorhergehenden Palazzo Erizzo, in dem die Familie Erizzo di San Martino, Mitglied des venezianischen Patriziats, wohnte. Der Wiederaufbau hängt mit der Wahl eines Mitgliedes des Hauses zum Dogen im Jahre 1631 zusammen; mit den Arbeiten wurde ein unbekannter Architekt aus der Schule von Baldassare Longhena (der Mattia Carneri genannt wurde) beauftragt.
Die Familie starb im 19. Jahrhundert aus; der Palast wechselte den Besitzer und dient heute noch als privates Wohnhaus.

## Beschreibung
Der Palazzo Erizzo a San Martino besteht aus einem Erdgeschoss, einem Hauptgeschoss und zwei Mezzaningeschossen, eines über dem Erdgeschoss und eines unter dem Dach. Die Fassade, die sich über vier Stockwerke erstreckt, ist asymmetrisch und reich an Fenstern. Das wichtigste davon ist das Mehrfachrundbogenfenster im Hauptgeschoss mit sechs Maskarons auf den Schlusssteinen und Balustern, aus der Mittelachse des Palastes nach links versetzt, in Korrespondenz mit dem Portal zum Wasser, das auch einen Rundbogen hat.
Das Innere des Palastes bleibt vor allen Dingen in Erinnerung, weil an seinen Wänden Fresken von Jacopo Guarana sind.